# Stațiunea de Cercetări Agricole din Suceava

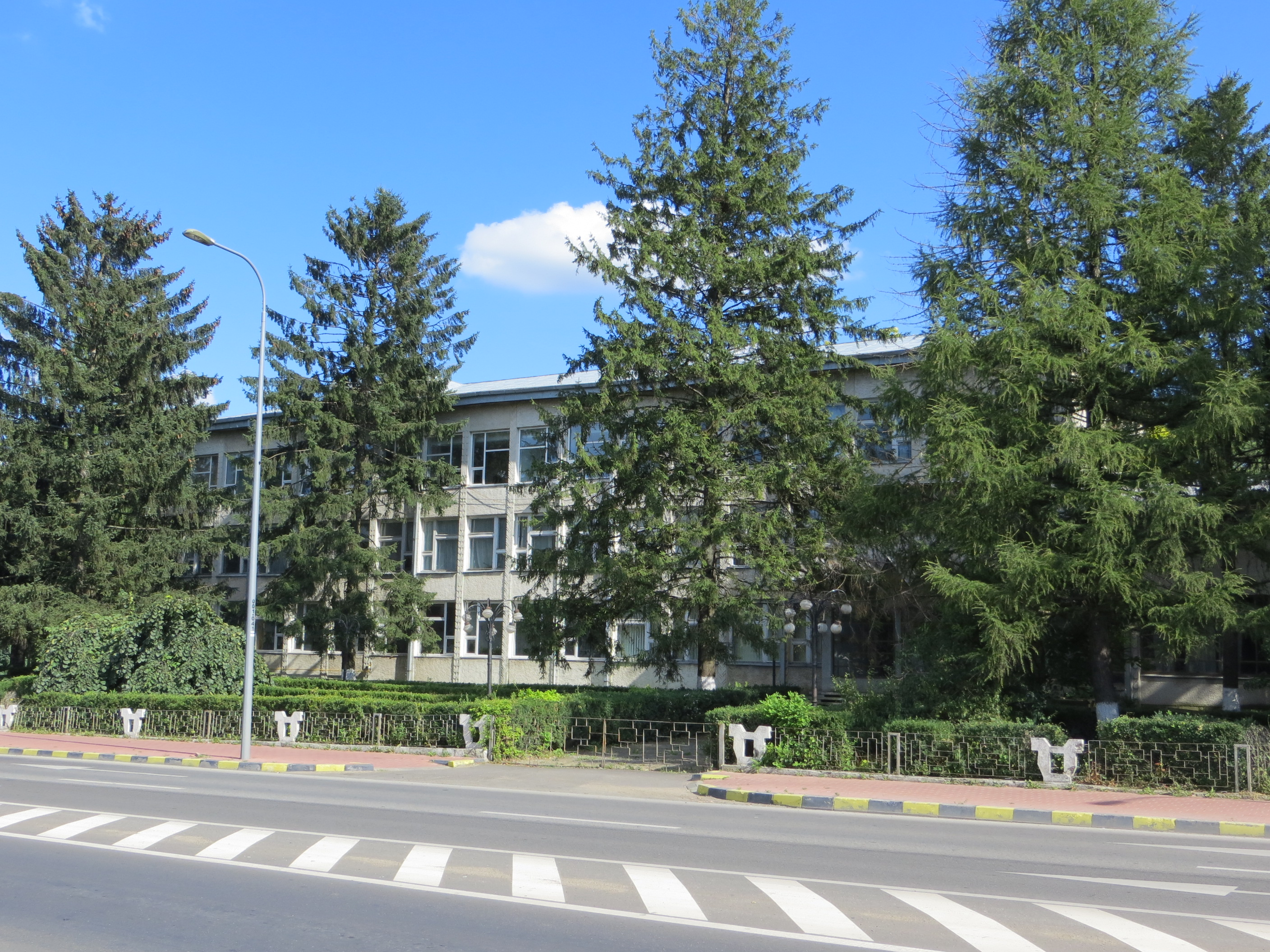
Stațiunea de Cercetare–Dezvoltare Agricolă Suceava

Stațiunea de Cercetare–Dezvoltare Agricolă Suceava (abreviată SCDA) este o instituție de cercetare în domeniul agrar din municipiul Suceava, înființată în anul 1946. Ansamblul stațiunii se află localizat în sud-vestul orașului, pe bulevardul 1 Mai nr. 15, în cartierul Areni. În vecinătatea stațiunii se găsesc pavilioanele Spitalului Vechi din Suceava.

## Istoric
În vederea dezvoltării agriculturii din zona nordică a Moldovei, cu condiții pedoclimatice deosebite de alte zone ale României, în 1946 ia ființă Stațiunea Experimentală Agricolă, prima unitate de cercetare în domeniu din nord-estul țării. Actul de naștere îl constituie decizia nr. 1933/1946 a fostului Minister al Agriculturii, prin care se repartizează acestei stațiuni suprafața de 263 de hectare, având inițial sediul în Ilișești (la 18 kilometri de Suceava).
În 1949 stațiunea se mută la Suceava, afectându-i-se din fondurile de stat o suprafață de 500 de hectare, amplificându-se totodată și profilul de cercetare al acesteia în domeniul ameliorării, agrofitotehnicii și protecției plantelor.
După anul 1962, când s-au unificat cercetările agricole din România, stațiunea și-a mărit suprafața la 2.400 de hectare, prin arondarea fostului G.A.S. Ițcani, suprafață ce s-a menținut până în 1990. Începând cu 1991, odată cu apariția legislației de retrocedare, suprafețele au fost diminuate în mai multe rânduri, ajungându-se în primăvara anului 2005 ca unitatea să exploateze doar 890 de hectare de teren din domeniul public al statului și 108 hectare arendate din domeniul privat.
Majoritatea terenurilor stațiunii se găsesc în împrejurimile municipiului Suceava. Unitatea efectuează cercetări agricole pentru culturi de câmp și funcționează în subordinea Academiei de Științe Agricole și Silvice „Gheorghe Ionescu-Șișești” din București, deservind zona ecologică a Podișului Sucevei și zonele premontane din Moldova și parte din Ardeal.
Preocupările majore ale unității sunt: menținerea și îmbunătățirea fondului patrimoniului genetic la diferite plante de cultură (grâu, triticale, secară, orzoaică, porumb, cartof, măzăriche, timoftică, golomăț, bob etc.); elaborarea tehnologiilor integrate și diferențiate de cultivare cu consumuri energetice reduse, nepoluante și economice; exploatarea rațională și eficientă a suprafeței de 700 de hectare aflată în administrare pentru crearea, testarea și verificarea soiurilor noi la cereale păioase, porumb, cartof; producerea de sămânță pentru specii din categorii biologice superioare.